# Кубок Туреччини з футболу 1998—1999
Кубок Туреччини з футболу 1998–1999 — 37-й розіграш кубкового футбольного турніру в Туреччині. Титул здобув Галатасарай.

## Календар
| Раунд           | Дата                              | Матчі | Клуби   |
| --------------- | --------------------------------- | ----- | ------- |
| Перший раунд    | 2 вересня 1998                    | 11    | 90 → 79 |
| Другий раунд    | 9-10 вересня 1998                 | 31    | 79 → 48 |
| Третій раунд    | 23 вересня 1998                   | 15    | 48 → 33 |
| Четвертий раунд | 7 жовтня 1998                     | 9     | 33 → 24 |
| П'ятий раунд    | 28 жовтня 1998                    | 8     | 24 → 16 |
| 1/8 фіналу      | 17 листопада 1998 - 23 січня 1999 | 16    | 16 → 8  |
| 1/4 фіналу      | 26-27 січня/2-3 лютого 1999       | 8     | 8 → 4   |
| 1/2 фіналу      | 17 лютого/10-11 березня 1999      | 4     | 4 → 2   |
| Фінал           | 14 квітня/5 травня 1999           | 2     | 2 → 1   |

## 1/8 фіналу
| Команда 1                         | Заг.    | Команда 2            | 1-й матч | 2-й матч |
| --------------------------------- | ------- | -------------------- | -------- | -------- |
| 17 листопада 1998 - 23 січня 1999 |         |                      |          |          |
| Анкарагюджю                       | 3:1     | Бурсаспор            | 3:1      | 0:0      |
| Трабзонспор                       | 6:7     | Газіантепспор        | 5:4      | 1:3      |
| Чорлуспор (2)                     | 1:14    | Бешикташ             | 1:4      | 0:10     |
| Істанбулспор                      | 5:2     | Генчлербірлігі       | 3:0      | 2:2      |
| Алтай                             | 4:4 (ч) | Сакар'яспор          | 1:4      | 3:0      |
| Коджаеліспор                      | 5:2     | Кардемір Карабюкспор | 1:1      | 4:1      |
| Самсунспор                        | 4:4 (ч) | Ерзурумспор          | 3:2      | 1:2      |
| Аданаспор                         | 1:6     | Галатасарай          | 0:2      | 1:4      |

## 1/4 фіналу
| Команда 1              | Заг. | Команда 2   | 1-й матч | 2-й матч |
| ---------------------- | ---- | ----------- | -------- | -------- |
| 26 січня/2 лютого 1999 |      |             |          |          |
| Коджаеліспор           | 1:2  | Бешикташ    | 1:2      | 0:0      |
| 26 січня/3 лютого 1999 |      |             |          |          |
| Газіантепспор          | 1:2  | Анкарагюджю | 1:0      | 0:2      |
| 27 січня/3 лютого 1999 |      |             |          |          |
| Ерзурумспор            | 2:3  | Сакар'яспор | 2:1      | 0:2      |
| Істанбулспор           | 2:3  | Галатасарай | 0:0      | 2:3      |

## 1/2 фіналу
| Команда 1                 | Заг. | Команда 2   | 1-й матч | 2-й матч |
| ------------------------- | ---- | ----------- | -------- | -------- |
| 17 лютого/10 березня 1999 |      |             |          |          |
| Сакар'яспор               | 2:3  | Галатасарай | 2:1      | 0:2      |
| 17 лютого/11 березня 1999 |      |             |          |          |
| Анкарагюджю               | 0:3  | Бешикташ    | 0:1      | 0:2      |

## Фінал
| Команда 1               | Заг. | Команда 2 | 1-й матч | 2-й матч |
| ----------------------- | ---- | --------- | -------- | -------- |
| 14 квітня/5 травня 1999 |      |           |          |          |
| Галатасарай             | 2:0  | Бешикташ  | 0:0      | 2:0      |

## Матч за третє місце
Матч проводився для визначення учасника Кубку УЄФА 1999—2000, оскільки двоє фіналістів пройшли до Ліги чемпіонів УЄФА 1999—2000.
| Команда 1     | Рахунок | Команда 2   |
| ------------- | ------- | ----------- |
| 3 червня 1999 |         |             |
| Анкарагюджю   | 5:0     | Сакар'яспор |